# Сигурдур Йоунссон
Сигурдур Йоунссон (исл. Sigurður Jónsson, годы жизни неизвестны) — исландский шахматист. Дважды становился чемпионом Исландии (в 1924 и 1926 гг.). В составе национальной сборной Исландии участвовал в неофициальной шахматной олимпиаде 1936 г. в Мюнхене. Выступал на 8-й доске.
Сведения о жизни шахматиста крайне скудны. В базах приводится всего одна партия С. Йоунссона. Это завершившаяся ничьей партия против болгарского шахматиста А. Малчева с неофициальной олимпиады. На сайте 365Chess ошибочно указано, что белыми в этой партии играл современный шведский шахматист Э. Юнссон.